# Прапор Льєжа (міста)
Прапор Льєжа ніколи не був прийнятий муніципальною радою муніципалітету Льєж, але він використовувався. Прапор можна описати так:
Дві однаково довгі вертикальні смуги червоного і жовтого кольорів.
Кольори прапора взяті з міського герба. Цей прапор використовувався протягом тривалого часу. Цей муніципальний прапор раніше використовувався як історичний прапор князя-єпископства Льєжа та Льєжської республіки.)